# Cristhofer Mesías
Christopher Ignacio Mesías Sepúlveda (Santiago, Chile; 2 de mayo de 1998) es un futbolista chileno. Juega de centrocampista y su equipo actual es el Cobresal de la Primera División de Chile.

## Trayectoria
Formado en las inferiores de Cobresal, Mesías fue promovido al primer equipo en la temporada 2018, jugando en el equipo titular en la temporada 2021.

## Estadísticas
| Club             | Div.          | Temporada     | Liga  | Liga  | Copas nacionales | Copas nacionales | Torneos internacionales | Torneos internacionales | Total | Total |
| Club             | Div.          | Temporada     | Part. | Goles | Part.            | Goles            | Part.                   | Goles                   | Part. | Goles |
| ---------------- | ------------- | ------------- | ----- | ----- | ---------------- | ---------------- | ----------------------- | ----------------------- | ----- | ----- |
| Cobresal · Chile | 1.ª           | 2018          | 15    | 1     | 6                | 0                | —                       | —                       | 21    | 1     |
| Cobresal · Chile | 1.ª           | 2019          | 8     | 0     | 1                | 0                | —                       | —                       | 9     | 0     |
| Cobresal · Chile | 1.ª           | 2020          | 17    | 1     | 0                | 0                | —                       | —                       | 17    | 1     |
| Cobresal · Chile | 1.ª           | 2021          | 27    | 1     | 2                | 1                | 2                       | 0                       | 31    | 2     |
| Cobresal · Chile | 1.ª           | 2022          | 28    | 2     | 3                | 0                | —                       | —                       | 31    | 2     |
| Cobresal · Chile | 1.ª           | 2023          | 0     | 0     | 0                | 0                | —                       | —                       | 0     | 0     |
| Cobresal · Chile | 1.ª           | 2024          | 0     | 0     | 0                | 0                | —                       | —                       | 0     | 0     |
| Cobresal · Chile | Total club    | Total club    | 95    | 8     | 12               | 1                | 2                       | 0                       | 109   | 6     |
| Total carrera    | Total carrera | Total carrera | 95    | 8     | 12               | 1                | 2                       | 0                       | 109   | 6     |
| 1. 2. 3.         |               |               |       |       |                  |                  |                         |                         |       |       |